# Ernst Wulff
Ernst Wulff (* 25. März 1887; † 18. Juni 1950 zwischen Schildow, Berlin-Blankenfelde und Berlin-Lübars) gehört zu den Todesopfern des DDR-Grenzregimes vor dem Bau der Berliner Mauer. Er wurde in einem mit Vieh beladenen Lastwagen von Grenzpolizisten erschossen.

## Todesumstände
Der 63-jährige Ernst Wulff wohnte in Schönerlinde nördlich von Berlin. In der Nacht vom 17. auf den 18. Juni 1950 näherte sich ein aus der DDR kommender Lastwagen dem französischen Sektor im Norden Berlins, in dem Ernst Wulff als Beifahrer mitfuhr. Gegen 2:30 Uhr passierte das Fahrzeug den Kontrollpunkt der Grenzpolizisten an der Glienicker Straße in Schildow. Der Lastwagen hatte sechs Rinder und drei Schweine geladen, die vermutlich ohne Erlaubnis der DDR-Behörden nach West-Berlin gebracht werden sollten. Als sie, von Mühlenbeck kommend, am Kontrollpunkt in Schildow vorbeifuhren, fuhren sie ohne Licht, um von den Grenzpolizisten nicht bemerkt zu werden.
Die Grenzpolizisten schöpften wegen der abgeschalteten Scheinwerfer Verdacht und begannen mit einem requirierten Taxi eine wilde Verfolgungsjagd in Richtung Blankenfelde, das noch zu Ost-Berlin gehörte. Sie folgten dem Lastwagen nach Berlin hinein bis zum Lübarser Weg zwischen Schildow und dem schon in West-Berlin liegenden Lübars. Dort hätten sie, wie der Bericht der Grenzpolizei betont, dem Fahrer mehrfach Haltezeichen gegeben und Warnschüsse abgefeuert.
Auf einem nicht ausgebauten Sandweg kurz vor Lübars, wenige hundert Meter vor der Grenze zu West-Berlin, blieb der Lastwagen stecken. Als die Grenzpolizisten ihn erreichten, nahmen sie den Fahrer fest und beschlagnahmten den Lastwagen. Sie stellten fest, dass der Beifahrer, Ernst Wulff, nicht mehr lebte. Er war durch einen Kopfschuss getötet worden.